# Franciszek Lewiński

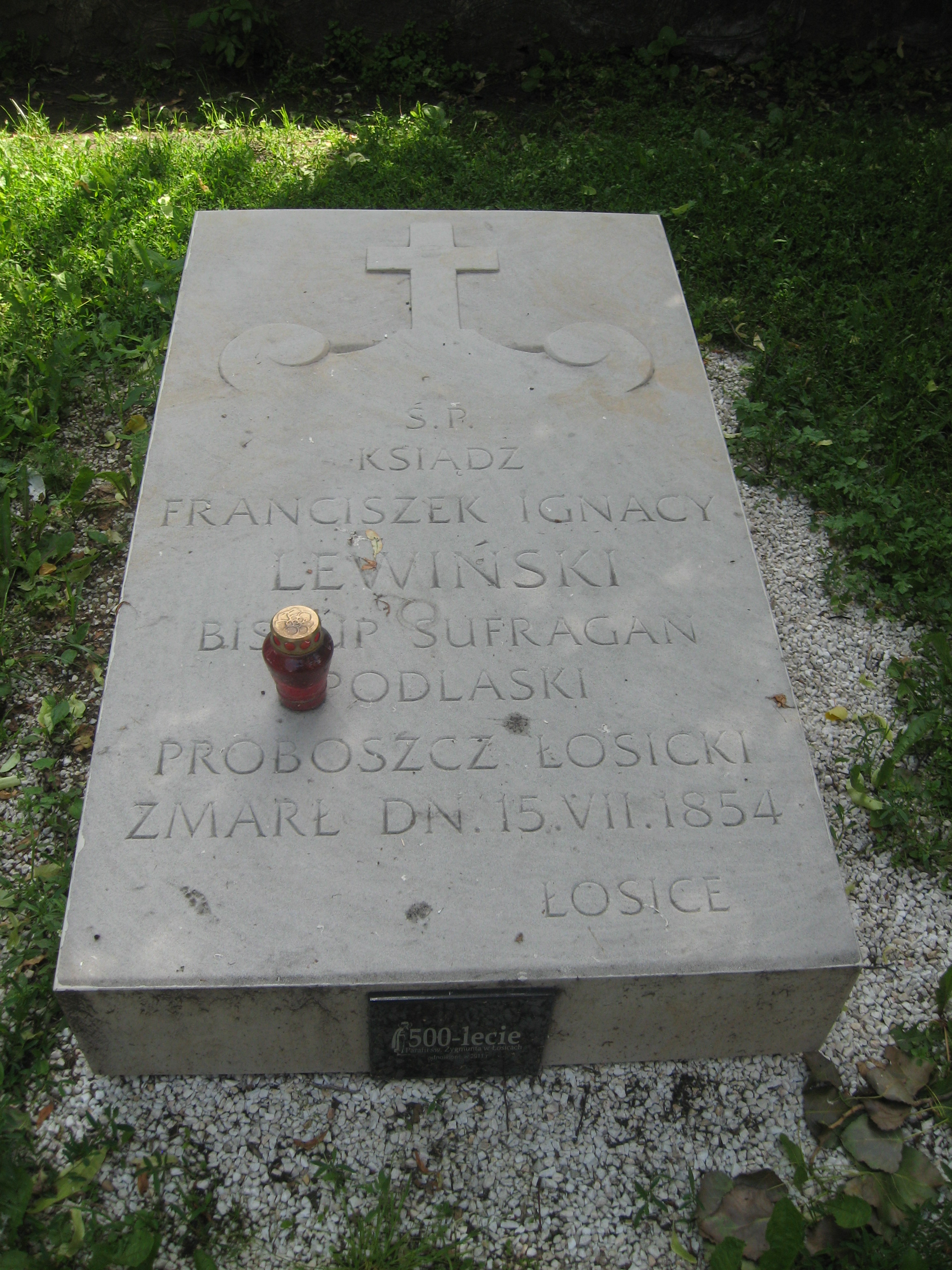
Nowa płyta na grobie biskupa Franciszka Lewińskiego przy kościele św. Zygmunta w Łosicach

Franciszek Ignacy Lewiński herbu Brochwicz (ur. 12 sierpnia 1783, zm. 15 lipca 1854 w Łosicach) – duchowny rzymskokatolicki, biskup pomocniczy janowski w latach 1826–1854. Przyrodni brat biskupa Feliksa Łukasza Lewińskiego.

## Życiorys
Urodził się w 12 sierpnia 1783 jako syn szlachcica Franciszka i Katarzyny z Dzięcielskich. Pochodził z Lewina, należącego do parafii Świętej Marii Magdaleny w Strzepczu, na terenie ówczesnego powiatu mirachowskiego. Studiował we Wrocławiu i Warszawie. Święcenia kapłańskie przyjął w 1806.
Był proboszczem parafii Narodzenia Najświętszej Maryi Panny w Swarzewie w powiecie puckim (1806–1809), parafii Świętego Dominika w Chodczu w powiecie włocławskim (1809–1817), parafii św. Wojciecha w Rogóźnie (w ówczesnym dekanacie łasińskim) oraz parafii Świętych Apostołów Szymona i Judy w Wąbrzeźnie (1817). Jednak na stałe mieszkał przy katedrze Trójcy Świętej w Chełmży. W 1814 został mianowany kanonikiem gremialnym kapituły katedralnej chełmińskiej, do której został instalowany w tym samym roku. 7 października 1823 został dziekanem kapituły katedralnej chełmińskiej. 29 sierpnia 1825 oficjalnie zrezygnował z tej funkcji, ponieważ jego brat Feliks Łukasz, biskup diecezjalny janowski, mianował go dziekanem kapituły katedralnej w Janowie Podlaskim. Po śmierci brata, z wyboru kapituły katedralnej janowskiej, pełnił w latach 1825–1826 urząd administratora diecezji.
Na początku 1825 został przez swego brata Feliksa Łukasza przedstawiony papieżowi Leonowi XII na biskupa pomocniczego diecezji janowskiej. Nominację biskupią wraz ze stolicą tytularną Eleutheropolis w Palestynie uzyskał od Leona XIII 3 lipca 1826. Sakrę biskupią przyjął w Lublinie 17 września 1826 z rąk Józefa Marcelina Dzięcielskiego, biskupa diecezjalnego lubelskiego. Rezydował w Łosicach (w majątku Zakrze) i był jednocześnie w latach 1827–1854 proboszczem parafii św. Zygmunta Króla w Łosicach.
Zmarł 15 lipca 1854 w Łosicach i tam został pochowany na cmentarzu parafialnym przy kaplicy Świętego Stanisława.